# José Ramón Gurruchaga Ezama
José Ramón Gurruchaga Ezama SDB (* 29. März 1931 in Baracaldo; † 11. April 2017 in Lima) war ein spanischer Ordensgeistlicher und römisch-katholischer Bischof von Lurín in Peru.

## Leben
Der gebürtige Spanier José Ramón Gurruchaga Ezama trat der Ordensgemeinschaft der Salesianer Don Boscos bei und wurde 1951 von seinem Orden nach Peru entsandt. Nach einem Studium in Rom empfing er am 11. Februar 1961 die Priesterweihe. Er war Lehrer am Priesterseminar und Leiter einer Berufsschule seines Ordens, danach Pfarrer der Pfarrei Magdalena del Mar in Lima.
Papst Johannes Paul II. ernannte ihn am 3. Januar 1987 zum Bischof von Huaraz. Der Apostolische Nuntius in Peru, Erzbischof Luigi Dossena, spendete ihm am 28. Februar desselben Jahres die Bischofsweihe; Mitkonsekratoren waren Manuel Prado Pérez-Rosas SJ, Erzbischof von Trujillo, und Emilio Vallebuona Merea SDB, Erzbischof von Huancayo.
Am 14. Dezember 1996 wurde er durch Johannes Paul II. zum ersten Bischof des mit gleichem Datum errichteten Bistums Lurín im Süden von Lima ernannt. Die Amtseinführung fand am 15. Januar des folgenden Jahres statt.
Am 17. Juni 2006 nahm Papst Benedikt XVI. seinen altersbedingten Rücktritt an. Gurruchaga starb 2017 nach langer Krankheit im Alter von 86 Jahren in Lima.